# Harina de banana

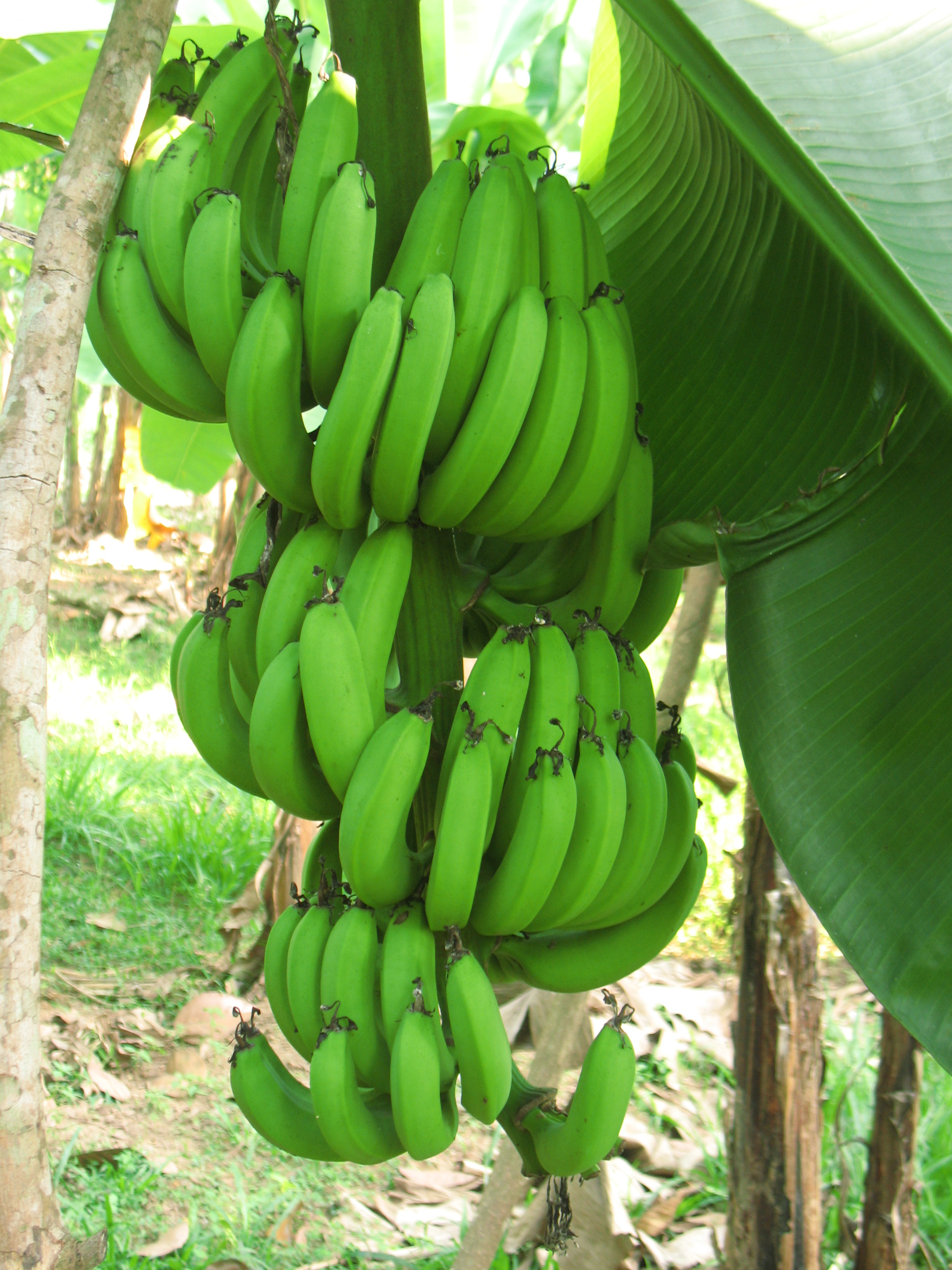
Bananas verdes, material base para producir harina de banana.

La harina de banana es un polvo tradicionalmente hecho de bananas verdes. Históricamente, la harina de banana se ha utilizado en África y Jamaica como una alternativa más barata de la harina de trigo. Actualmente se usa a menudo como reemplazo sin gluten para las harinas de trigo o como una fuente de almidón resistente, que ha sido promovida por ciertas tendencias de dieta como las dietas paleolíticas y primarias, y por algunas investigaciones nutricionales recientes. La harina de banana o plátano, debido al uso de bananas verdes, cruda tiene un sabor muy suave a banana, y cuando se cocina, tiene un sabor terroso; también tiene una textura que recuerda a las harinas de trigo más livianas y requiere aproximadamente un 25% menos de volumen, lo que la convierte en un buen sustituto de la harina de trigo integral blanca y blanca.